# Beto Stocker
Beto Stocker es un músico chileno nacido el 22 de marzo de 1971, en la ciudad de Rancagua.

## Biografía
En un área geográfica que se destaca por la agricultura y la minería, Stocker realizó sus estudios básicos y medios, además de guitarra clásica y piano complementario. Luego, en el año 1990, se trasladó a Santiago a cursar estudios universitarios.
En la capital chilena estudió periodismo y continuó su preparación musical tomando clases particulares de guitarra moderna y jazz. Participó en diversas jornadas culturales y sociales a nivel universitario, con presentaciones musicales en las que destacó su opción por la canción de autor, con temas propios como “Me hablas de revolución” o “Vivo en una población”.
Actualmente está radicado en la ciudad española de Barcelona, en la que sigue desarrollando su carrera musical, publicando discos y derivando también a otras expresiones como el cine y la literatura.

## Grupo Idiotaz y su entrada al rock
Seguidor de la composición trovesca, deriva a mediados de los años 90 al rock progresivo, mezclando estilos e influencias.
En 1995, forma junto a su hermano Cristián Stocker, su primo Joselo Flores y su compañero de universidad Julio Zúñiga el cuarteto Idiotaz, con el que graba un EP que alcanza rotación en algunas radios locales.
Con mucho esfuerzo la banda se hace un circuito de presentaciones en el país, gracias a temas como “Epiléptica” y “Que lo sepan no más”, que habla del sida cuando nadie quería enfrentar esos temas en Chile.
En medio de esa dinámica, surge la posibilidad de viajar a Barcelona, por lo que Stocker abandona el grupo en Chile y también el ejercicio del periodismo en el país, ambiente en el que participó como cofundador de las revistas Kambios y Cría Cuervos, y redactor sobre temas de sociedad y cultura en la revista Página Abierta y el Diario La Nación.

## Discografía en España
Luego de recorrer pubs, bares y lugares donde le fue posible presentar sus originales composiciones en Barcelona, formó una banda de seis músicos y grabó el año 2000 su primer disco en España: “Wuay wuay wuay wy”, de quince canciones que se pasean por el rock, la trova y lo progresivo.
Este disco fue presentado en España, Italia y Francia. Un poco antes, en el año 1999, había registrado un disco de música clásica con guitarra acústica y flauta traversa llamado "Duo Barcino", junto al músico escocés Peter Geddes. “Wuay wuay wuay wy”, en tanto, obtuvo el premio a una de las mejores bandas emergentes del año 2001 en Barcelona (Interrock, Ayuntamiento de Barcelona).
Entre los años 2003 y 2008 presenta su serie de discos "Trova progresiva" (I, II y III) en los que junto a su guitarra acústica y algunos acompañamientos de percusión y vientos vuelve a sus orígenes, pero con un bagaje más profundo y amplio. Los temas se pasean por el amor, la decepción social, las pequeñas esperanzas diarias y el humor, elemento presente en forma constante en la obra de Stocker.
En 2007 es el turno de su tercer título, “¿Sabe lo que quiero decir?”, con el que mezcla estilos, sonidos y letras gracias a lo cual se gana el apelativo de “el nuevo Frank Zappa”. Arreglos, letras e ironía suman elementos a esa referencia.
El año 2013 presentó el disco “Canciones bipolares” con 16 temas que mezclaron rock, trova, desplante, poesía y variados estados de ánimo, haciendo clara alusión al título del trabajo.
En su largo recorrido europeo ha compartido escenarios con músicos tan disímiles como Estopa y Manu Chao. Con un espíritu independiente, sus discos se han elaborado bajo el formato de compañías alternativas o -sencillamente- bajo la producción independiente.

## Periodismo, literatura y cine
Además de la música y el periodismo, Beto Stocker también desarrolló actividades en el ámbito de la literatura y el cine.
Si bien en el periodismo mantiene el nexo con Chile colaborando y asesorando permanentemente en la revista Cultura y Tendencias, en el ámbito literario aún es un narrador inédito.
El año 2008, en tanto, ingresó a estudiar cine, obteniendo el título de director con distinción máxima. Tiene a su haber varios cortos que se han presentado en varios festivales de España, con positiva crítica. Eso, sumado a sus composiciones musicales hechas para trabajos audiovisuales.